# Беркут (карабин)
«Беркут» — название серии самозарядных охотничьих карабинов, разработанных Тульским КБ Приборостроения для промысловой и любительской охоты на среднего и крупного зверя. Серийно выпускаются с 1998 года.
В 2000 году карабины были награждены Золотым знаком качества и Платиновым знаком качества, (Москва, 2000 г.)

## Описание
Автоматика карабина работает за счет отвода пороховых газов из канала ствола. Запирание ствола осуществляется затвором с четырьмя боевыми упорами.
Ствол вварен в ствольную коробку, канал ствола хромирован. На карабинах первых серий мушка находилась на расстоянии 57 мм от дульного среза, и в передней части ствола находилась резьба для установки пламегасителя (закрытая втулкой). На более поздней версии резьбы не имеется, а мушка сдвинута на конец ствола и находится в 5 мм от дульного среза.
Оружие легко разбирается на две части, укладывающиеся в компактный футляр или чехол, что обеспечивает удобство в эксплуатации, при хранении и транспортировке. При этом специальный предохранитель препятствует ведению огня при неплотной сборке, что обеспечивает безопасность в обращении с ним.
Предохранитель флажковый, расположен на правой и левой стороне ствольной коробки около спусковой скобы. Ударно-спусковой механизм нерегулируемый.
Карабины «Беркут» имеют отъёмные коробчатые магазины, позволяющие быстро зарядить или разрядить оружие.
Механические прицельные приспособления — нерегулируемая мушка и перекидной целик для стрельбы на 150 и 300 м.
На все модели предусмотрена возможность установки оптического прицела.
На все модели карабина может быть установлен либо рамочный приклад, либо классический деревянный приклад. На приклад может быть установлен резиновый затыльник-амортизатор отдачи.

## Варианты и модификации
- «Беркут-1» — модель под патрон 7,62×39 мм, с 10-зарядным магазином. Производство прекращено.
- К-93 «Беркут-2» и «Беркут-2-1» — модель под патрон 7,62×51 мм, с 5-зарядным магазином.
- К-93-1 «Беркут-2М» — модель под патрон 7,62×54 мм R, комплектуется 5- или 10-зарядным магазином[3]. Длина хода нарезов — 260 мм.
- «Беркут-3» и «Беркут-3-1» — модель под патрон 9×53 мм R, с 5-зарядным магазином.
- «Беркут-4» — экспериментальный штучный карабин под патрон 7,62х51 мм, выполненный по схеме буллпап конструктором-оружейником В. П. Грязевым. Изготовлен в 2004 году в подарочном исполнении[4], был вручён М. Т. Калашникову, находится в экспозиции Военно-исторического музея артиллерии, инженерных войск и войск связи[5]. Еще один экземпляр находится в частном собрании известного оружейного коллекционера и охотника М. В. Гуляева город Воронеж[источник не указан 2564 дня].